# Blogger
Blogger（ブロガー）は、レンタルブログサービス。1999年にこのサービスを開始したPyra Labsはサンフランシスコを拠点とする企業であったが、2003年、Googleによって買収された。

## 歴史
ブログ出版ツールの先駆けの一つである。
2003年2月、Pyra Labsは非公開のうちに買収された。買収により、それまで有料だったプレミアムサービスが無料化された。約1年後、Pyra Labsの共同設立者であるエヴァン・ウィリアムズはGoogleを去り、Twitter社を設立している。
Googleは2004年にPicasaを買収し、Picasaとその写真共有ユーティリティの『Hello』をBloggerに統合、ユーザーがブログに写真を投稿することができるようになった。
2004年5月10日、デザインを変更し、CSS準拠のテンプレート、投稿やコメントの個別アーカイブページ、電子メールによる投稿といった機能が追加された。
2004年11月15日、Googleはインターフェース等が日本語を含む10か国語に対応することを発表し、その後も次々と多言語に対応した。
2011年2月3日、Android向けアプリがリリースされた。同年9月8日にはiOS向けアプリがリリースされた。

## 機能
ブログを（blogspot.comというアドレスを使って）Bloggerにより管理する。2010年5月までは、FTP や SFTP を通してユーザー自身のサーバに投稿できたが、FTP利用者が0.5%と少数であったため、独自ドメインへの対応強化にともない廃止された。
トラックバックPingを送受信する機能は無いが、Google ブログ検索のlink:演算子をベースとした、記事にリンクしているページを確かめる機能が付いている。
2006年の仕様変更により、全てのブログが、Google アカウントに結びつけられた。Googleのサーバへの統合に伴い、ラベル管理、ドラッグアンドドロップによるテンプレート編集のインターフェイス、プライベートな投稿をするための閲覧許可機能、フィードオプションなどの新機能が披露された。さらには、HTMLファイルを再度生成するのとは異なり、動的にブログがアップデートされるようになった。
その後、Google ツールバーに、リンクを直接ブログに投稿するために、ツールバーからBloggerのアカウントへの使って投稿できる、「BlogThis!」の機能が付いた。Microsoft Wordのアドイン「Blogger for Word」を使うと、ユーザーはBloggerのブログをオンライン、オフライン同様に直接ワードドキュメントとして保存できる。また、BloggerではGoogle AdSenseで収益化することができる。